# Хабер, Петер
Петер Александр Хабер (швед. Peter Alexander Haber; род. 12 декабря 1952 года, Стокгольм, лен Стокгольм, Швеция) — шведский актёр театра и кино.

## Биография
Петер Хабер — сын журналиста и сценариста Гвидо Валентина; внук композитора Карла Валентина. Семья актёра родом из Сёдертелье, где и рос юный Петер. Начал обучение в театральной школе в Стокгольме. Позже стал одним из основателей театра в Ландскруне. В течение четырёх лет Петер играл в театре в Евле. В 1987 году начал работать в Стокгольмском городском театре. В том же году для Хабера началась карьера в кино.
Актёр жил с актрисой Анне-Ли Норберг (род. в 1953 году). В 1985 году у них родилась дочь Нина, которая тоже стала актрисой. С 1994 года в браке с актрисой Леной Т. Ханссон (род. в 1955 году). В 1995 году у них родился сын. Петер Хабер живёт в Сёдермальме.

## Избранная фильмография
| Год  |   | Русское название              | Оригинальное название                   | Роль                                     |
| ---- | - | ----------------------------- | --------------------------------------- | ---------------------------------------- |
| 1987 | ф | Девятая компания              | Nionde kompaniet                        | Лундквист                                |
| 1993 | ф | Лето Суне                     | Sunes sommar                            | Рудольф Андерссон                        |
| 1995 | ф | Белая ложь                    | Vita lögner                             | Палле Хэгмен                             |
| 1996 | ф | Зимний залив                  | Vinterviken                             | Фрэнк, отец Элизабет                     |
| 1997 | с | Комиссар Мартин Бек           | Beck                                    | Мартин Бек                               |
| 2009 | ф | Девушка с татуировкой дракона | Män som hatar kvinnor                   | Мартин Вангер                            |
| 2009 | ф | Катастрофа над Берлином       | Crashpoint — 90 Minuten bis zum Absturz | Майкл Винклер, командир воздушного судна |
| 2010 | с | Миллениум                     | Millennium                              | Мартин Вангер                            |
| 2014 | ф | Второй шанс                   | En chance til                           | Густав                                   |
| 2015 | с | Деревня ангелов               | Ängelby                                 | рассказчик                               |

## Награды
- 1994: «Золотой жук» в категории Лучший актёр в главной роли в фильме «Лето Суне» (Sunes sommar, 1993)